# Катещино (Томаковский район)
Катещино (укр. Катьощине) — село,
Томаковский поселковый совет,
Томаковский район,
Днепропетровская область,
Украина.
Код КОАТУУ — 1225455101. Население по переписи 2001 года составляло 325 человек .

## Географическое положение
Село Катещино находится в 1,5 км от пгт Томаковка.
По селу протекает пересыхающий ручей с запрудой.
Через село проходят автомобильная дорога Т-0420 и
железная дорога, станция Платформа 141 км.